# توم ماسون (لاعب كرة قدم)
توم ماسون (بالإنجليزية: Tom Mason)‏ (23 نوفمبر 1886 ببورتسموث في المملكة المتحدة - 1 يناير 1954) هو لاعب كرة قدم بريطاني (وحمل سابقاً جنسية المملكة المتحدة لبريطانيا العظمى وأيرلندا) في مركز الهجوم. لعب مع توتنهام هوتسبير ونادي ساوثيند يونايتد وSittingbourne F.C. ‏.

## وصلات خارجية
- توم ماسون على موقع عالم كرة القدم.نت (الإنجليزية)